# Gehspitzweiher bei Neu-Isenburg
Das Naturschutzgebiet Gehspitzweiher bei Neu-Isenburg (NSG-Kennung 1438005) liegt im hessischen Landkreis Offenbach. Das Naturschutzgebiet, im Wald zwischen Zeppelinheim und Neu-Isenburg gelegen, umfasst eine Fläche von ca. 25 Hektar, die sich im Eigentum der Stadt Frankfurt befindet. Es handelt sich um eine ehemalige Abbaugrube, die zunächst durch Ausbeutung von Lehmablagerungen, später von Sanden und Kiesen durch die Firma Philipp Holzmann entstand. Zwischenzeitlich als Badesee genutzt, gelang die Unterschutzstellung des Gebiets im Jahr 1981.

## Gebietsbeschreibung
Das Naturschutzgebiet liegt südwestlich von Neu-Isenburg im Waldgebiet zwischen B 44 und Main-Neckar-Bahn südlich der L 3117. Die nordsüdliche Länge beträgt etwa einen Kilometer, die Breite schwankt meist zwischen 200 und 300 Metern. Der Grubenboden liegt ca. 20 Meter unter dem Niveau des umgebenden Geländes. Das Naturschutzgebiet Gehspitzweiher ist auf Grund seines Artenreichtums sehr wertvoll. So wurden hier 98 verschiedene Vogelarten beobachtet, unter ihnen Flussuferläufer, Fischadler, Baumfalke, Bekassine, Zwergtaucher, Haubentaucher und Eisvogel. Außerdem leben im und am Gehspitzweiher acht Amphibienarten: Bergmolch, Teichmolch, Erdkröte, Kreuzkröte, Laubfrosch, Springfrosch, Wasserfrosch und Grasfrosch. Dazu kommen 20 Heuschreckenarten, 26 Libellenarten, 18 Tagfalterarten, verschiedene Laufkäfer, Hautflügler und nicht zuletzt verschiedene Säugetiere, speziell Fledermäuse. Von den Insekten, die hier einen neuen Lebensraum gefunden haben, sind besonders die Blauflügelige Ödlandschrecke (Oedipoda caerulescens) sowie 25 Libellenarten, darunter als große Besonderheit die im Jahr 2009 entdeckte Zierliche Moosjungfer (Leucorrhinia caudalis) zu nennen. Ferner wurden im NSG etwa 250 Pflanzenarten festgestellt.

## Geschichte
Im 18. Jahrhundert wurde der Abbau von Lehm im Alten Heegwald für eine dort ansässige Ziegelei genehmigt. 1872 erwarb die Firma Philipp Holzmann zehn Morgen Ackerland am Sprendlinger Weg und sämtliche Einrichtungen zur Backsteinproduktion. Der Kleinbetrieb entwickelte sich zur umfangreichen Fabrikanlage mit Gleisanschluss nach Neu-Isenburg. Der Lehmabbau wurde ab 1945 abgelöst durch jahrzehntelangen Abbau tiefer gelegener Kiese mit Nassbaggerung. Ab Anfang der 1960er-Jahre war zunächst ein illegaler, ungeregelter Badebetrieb zu beobachten, später gab es einen abgesperrten Badebereich und Pläne der Stadt Frankfurt, eine Regattastrecke und ein Hotel zu errichten. Ab 1969 stellte man ein Absinken des Grundwasserspiegels um etwa fünf Meter fest, was einen kahlen, sandigen Grubenboden mit vereinzelten kleineren Wasserflächen zurückließ. Die Grube war nicht mehr kommerziell als Badesee nutzbar, und die Pläne der Stadt Frankfurt mussten verworfen werden. Das Erscheinen des Flussregenpfeifers und anderer seltener Vogelarten sowie von Kreuzkröten weckte das Interesse von Ornithologen und anderen Naturschützern, die ein erstes Gutachten erstellten. Etwa 1970 wurde der Kies-Abbau im Wesentlichen eingestellt. 1976 wurde zur Stabilisierung des Fischbesatzes eine Vertiefung im Grubenboden angelegt. 1977 stellte die Hessische Gesellschaft für Ornithologie und Naturschutz (HGON) einen Antrag auf Ausweisung als Naturschutzgebiet (NSG). Ab 1977 erfolgte eine Rekultivierung durch Aufforstung von Süd- und Osthang der Grube mit Grauerlen, Robinien, Kiefern und Sanddorn. Mit Verordnung vom 20. November 1981 erfolgte die Ausweisung als Naturschutzgebiet.

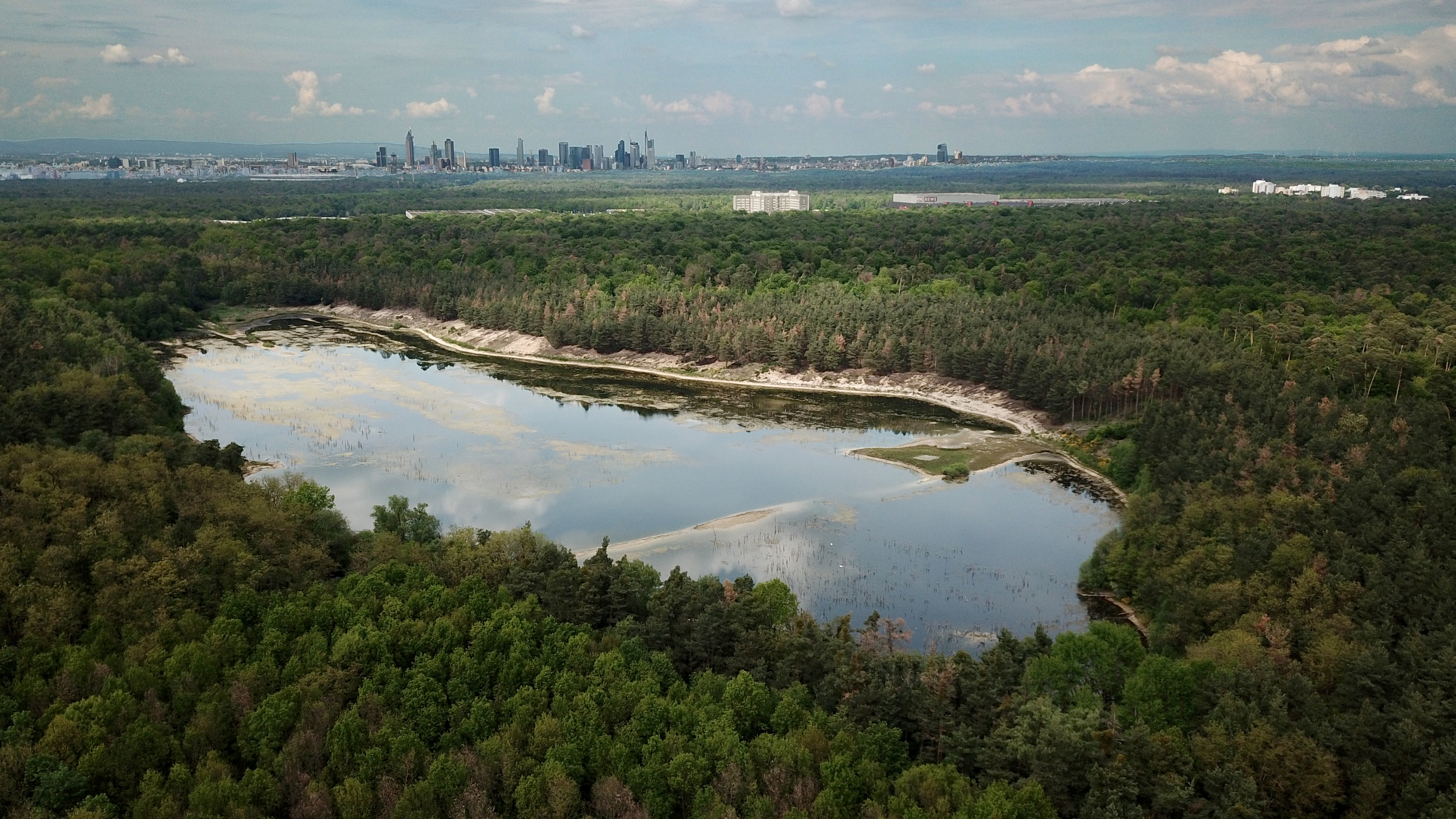
Luftbild des Gehspitzweihers, Ansicht von Südwesten. Am Horizont die Frankfurter Skyline

## Schutzzweck
Zweck des Schutzes ist die Sicherung eines im Sukzessionsstadium befindlichen wertvollen Rückzugsgebietes für bestandsgefährdete Amphibien- und Pflanzenarten. Im Jahre 2016 wurde versucht, ein neues Schutzkonzept zu entwickeln, um den Interessen des Naturschutzes und der Öffentlichkeit größtmöglich dienen zu können.